# 오클라호마 룬석

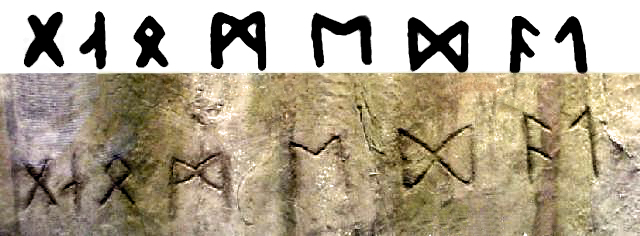
히브너 룬석

오클라호마 룬석(Oklahoma runestones)은 오클라호마주에서 발견된 수많은 룬석이다. 그들 모두는 현대 기원의 가능성이 있으며, 그들 중 일부는 19세기 "바이킹 부흥" 연대 또는 19세기 스칸디나비아 정착민에 의해 생산된 것일 수 있다.

## 같이 보기
- 켄싱턴 룬석
- 베렌드리 룬석
- 스피릿 폰드 룬석